# باشگاه فوتبال یالا
باشگاه فوتبال یالا (به تایلندی: สโมสรฟุตบอลจังหวัดยะลา‌) یک باشگاه فوتبال واقع در یالا در کشور تایلند می‌باشد که در لیگ دسته دوم منطقه‌ای فوتبال تایلند بازی می‌کند.
این باشگاه در سال ۲۰۰۹ میلادی بنیان‌گذاری شده است.